# Отагски сцинк
Отагските сцинкове (Oligosoma otagense) са вид влечуги от семейство Сцинкови (Scincidae).
Разпространени са в скалисти местности в ограничен район на областта Отаго в южна Нова Зеландия. Достигат дължина от 30 сантиметра и имат камуфлажна окраска от черни, жълти и зелени петна. Хранят се с насекоми, плодове, цветове и дребни гръбначни.